# Die Frau seines Herzens
Die Frau seines Herzens ist eine US-amerikanische Filmkomödie aus dem Jahr 1964.

## Handlung
Evie Jackson arbeitet in einem Postamt in einer Kleinstadt. Die Angestellte ist als unfreundlich bekannt und hat daher nicht sehr viele Freunde. Um ein Seminar zu besuchen, reist Evie nach New York. Im Hotel lernt sie den Grußkartenverkäufer Harry Mork kennen. Harry ist mit der Witwe Phyllis befreundet und freut sich, sich bald niederlassen zu können.
Wie viele andere Männer auch schenkt Harry Evie kaum Beachtung. Doch nach einer unglücklich verlaufenen Verabredung mit der Zeitungsverkäuferin June nimmt er Evies Einladung zu einer Party an. Zu Harrys Erstaunen mag er Evies Gesellschaft und schon bald verliebt sie sich in ihn. Harry sieht in ihr eine Freundin und zeigt ihr die Wohnung, in die er mit Phyllis ziehen will. Evie macht sich traurig auf den Weg zum Bahnhof, um in ihre Kleinstadt zurückzukehren.
Phyllis besucht Harry in New York. Sie schaut sich zusammen mit Harry die neue Wohnung an, in der nun Phyllis Sohn Patrick zusammen mit seiner Freundin Zola lernt. Phyllis erfährt, dass ihr Sohn bleiben möchte. Phyllis hat keine Lust mehr auf die Haushaltsführung und will lieber in Hotels wohnen, in denen ihr die Arbeit abgenommen wird. Harry wird klar, dass Phyllis ihn nur heiraten will, um diesen Pflichten und der Erziehung ihres Sohnes zu entfliehen. Harry verlässt Phyllis und eilt zum Bahnhof, um Evies Abreise zu verhindern.

## Kritiken
Das Lexikon des internationalen Films beschreibt den Film als eine „solide inszenierte Liebeskomödie.“
Bosley Crowthers von der New York Times befand, der Film sei abgestandene, dumpfe und humorlose Anmaßung auf das, was die Produzenten als "heitere und anspruchsvolle Komödie" zu beschreiben wagten.

## Auszeichnungen
1965 wurde der Song Dear Heart, komponiert von Henry Mancini und getextet von Jay Livingston und Ray Evans, in der Kategorie Bester Song für den Oscar nominiert.
Der Song bekam ebenfalls eine Nominierung für den Golden Globe Award in der Kategorie Bester Filmsong. Weitere Golden-Globe-Nominierungen erhielt Die Frau seines Herzens in den Kategorien Bester Film (Drama) und Beste Hauptdarstellerin (Drama) (Geraldine Page).
Bei der Verleihung des Laurel Award belegte der Song den zweiten Platz.

## Hintergrund
Die Premiere des Films fand am 2. Dezember 1964 in Los Angeles statt. In Deutschland war der Film erstmals am 21. März 1998 im Rahmen einer TV-Premiere des Senders 3sat zu sehen.